# Celeste (Sängerin)

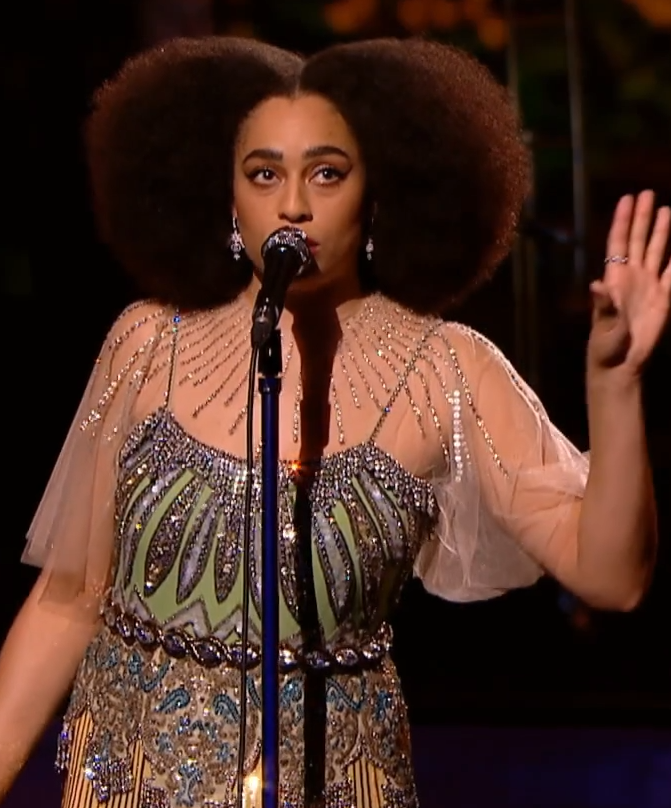
Celeste Waite (2020)

Celeste Epiphany Waite (geboren am 5. Mai 1994 in Culver City), bekannt unter dem Namen Celeste, ist eine amerikanisch-britische Singer-Songwriterin und Rhythm-&-Blues-Sängerin mit starken Soul- und Jazz-Einflüssen aus Saltdean in Brighton and Hove.

## Biographie
Celeste zog schon als Kleinkind mit ihrer Mutter von Los Angeles nach England und wuchs als Einzelkind in Brighton am Meer auf. Ihren Vater lernte sie dagegen kaum kennen, sah ihn nur noch einmal im Alter von 16 Jahren, kurz vor seinem Tod aufgrund einer schweren Erkrankung bei einem Besuch in den USA. 
Nach eigenen Worten sah sie ihn wie in einem Spiegel, in dem sie sich wie einen Doppelgänger wiedererkennen würde, woraus dann ihr Song Fathers Son entstand. Celeste erhielt nie eine Gesangsausbildung, sondern lernte beim Hören von schwarzen Jazz- und Soul-Sängerinnen wie Nina Simone oder Billie Holiday deren Mikrophrasierung und Timing und tauchte nach eigenen Worten tief in ihre Texte ein (z. B. „Strange Fruit“ von Billie Holiday, eine Ballade die von Lynchmorden an Schwarzen handelt). In der Zeit in Brighton sang sie auch regelmäßig mit ihrer Mutter in der Kirche. Sie begann ihre Karriere im Jahr 2014 als Sängerin für Musiker wie Avicii, Tieks und Real Lies, während sie nebenbei eigene Musik auf SoundCloud veröffentlichte. Mit der EP The Milk & the Honey (2017) gab sie ihr Solodebüt über das Label Bank Holiday Records. Nachdem sie 2018 bei Polydor Records unterschrieben hatte, veröffentlichte sie die zweite EP Lately. Sie lebt jetzt in Nordwest-London (2021).
Ihr erstes Album veröffentlichte Celeste 2021 unter dem Titel Not Your Muse bei Polydor. Ein Musikkritiker der Zeitschrift Stern schrieb, Celeste sei „angetreten in der Nachfolge von Aretha Franklin und Etta James, Sade und Amy Winehouse und gesegnet mit einer Stimme zwischen Samt und Sägespänen, die reif klingt und zugleich tugendhaft.“
Ihr Song „It’s Alright“ ist im Soundtrack des Pixar-Films Soul zu hören. Mit Billie Eilish, die sie auf den Brit Awards Verleihungen kennenlernte, nahm sie den Titel I can see the change auf.
In einem Interview nannte sie 2021 Billie Holiday als Lieblingssängerin und das Sun-Ra-Orchester als Inspiration, letzteres vor allem, weil sie ihr gezeigt hätten, dass es in der Musik „keine Gesetze und keine Grenzen mehr gibt, wenn es darum geht, sich durch Musik auszudrücken“, und weil sie beim Hören des Sun-Ra-Orchesters zum ersten Mal den Unterschied von kommerzieller und freier Musik erkannte und dass „Musik so viel mehr sein kann, als bloß Stücke zu komponieren, um sie mit der Band zu singen“. Sie hörte, als sie aufwuchs, vor allem schwarze Musik im Haushalt ihrer Mutter, z. B. Sängerinnen wie Billie Holiday, Nina Simone, Aretha Franklin (Celeste: ich kannte nur Soul und Jazz, und sie fühlte sich bei Besuchen zu Hause wie eingehüllt in einen Kokon mit Musik aus einem vergangenen Jahrhundert), und nach der achten Klasse dann viel Hip-Hop. Obwohl ihre Karriere nach dem Gewinn begehrter Britpop-Preise durch den Corona-Lockdown gebremst wurde, sah sie dies als Chance, ihr Debütalbum Not your Muse in Ruhe zu komponieren und produzieren.
Sie arbeitet ab 2020 auch als Model für Gucci.

## Diskografie
Alben
- 2021: Not Your Muse

Singles
- 2019: Strange
- 2020: Stop This Flame
- 2020: I Can See the Change
- 2020: Little Runaway
- 2025: Everyday

## Auszeichnungen für Musikverkäufe
| Goldene Schallplatte - Brasilien - 2024: für die Single Strange |

Anmerkung: Auszeichnungen in Ländern aus den Charttabellen bzw. Chartboxen sind in ebendiesen zu finden.
| Land/RegionAuszeichnungen für Musikverkäufe (Land/Region, Auszeichnungen, Verkäufe, Quellen) | Gold     | Platin | Verkäufe | Quellen             |
| -------------------------------------------------------------------------------------------- | -------- | ------ | -------- | ------------------- |
| Brasilien (PMB)                                                                              | Gold1    | —      | 20.000   | pro-musicabr.org.br |
| Vereinigtes Königreich (BPI)                                                                 | 3× Gold3 | —      | 900.000  | bpi.co.uk           |
| Insgesamt                                                                                    | 4× Gold4 | —      |          |                     |

## Auszeichnungen
- 2019: BBC Introducing Artist of the Year
- 2020: gewann sie einen Brit Award in der Kategorie Rising Star
- 2020: BBC Voice of 2020 Award[4]